# Micromyrtus carinata
Micromyrtus carinata är en myrtenväxtart som beskrevs av Anthony R. Bean. Micromyrtus carinata ingår i släktet Micromyrtus och familjen myrtenväxter. Inga underarter finns listade i Catalogue of Life.